# Рав-кав
Рав-кав (івр. רב-קו) — багаторазова безконтактна смарт-карта зі збереженою вартістю для здійснення електронної оплати проїзду у різних операторів громадського транспорту по всьому Ізраїлю. «Рав-кав» можна використовувати в громадському транспорті, зокрема, у всіх автобусних компаніях, на Кармеліти, залізниці в Ізраїлі і деяких лініях маршрутного таксі. Картка «Рав-кав» може бути персональною, напіванонімною або анонімною.
«Рав-кав» був вперше представлений в серпні 2007 року міністерством транспорту. Почав працювати 28 серпня 2007 року в компанії «Кавім» (автобусна компанія, яка обслуговує Кирьят-Оно, Ор-Єгуда, Ієгуді і Петах-Тіква, а також кілька міст в районі долини Їзреел на півночі Ізраїлю).
На 2019 рік «Рав-кав» - єдиний спосіб оплати в автобусі. Водії автобусів не приймають готівку за разовий квиток, а тільки за покупку нового квитка «Рав-кав».

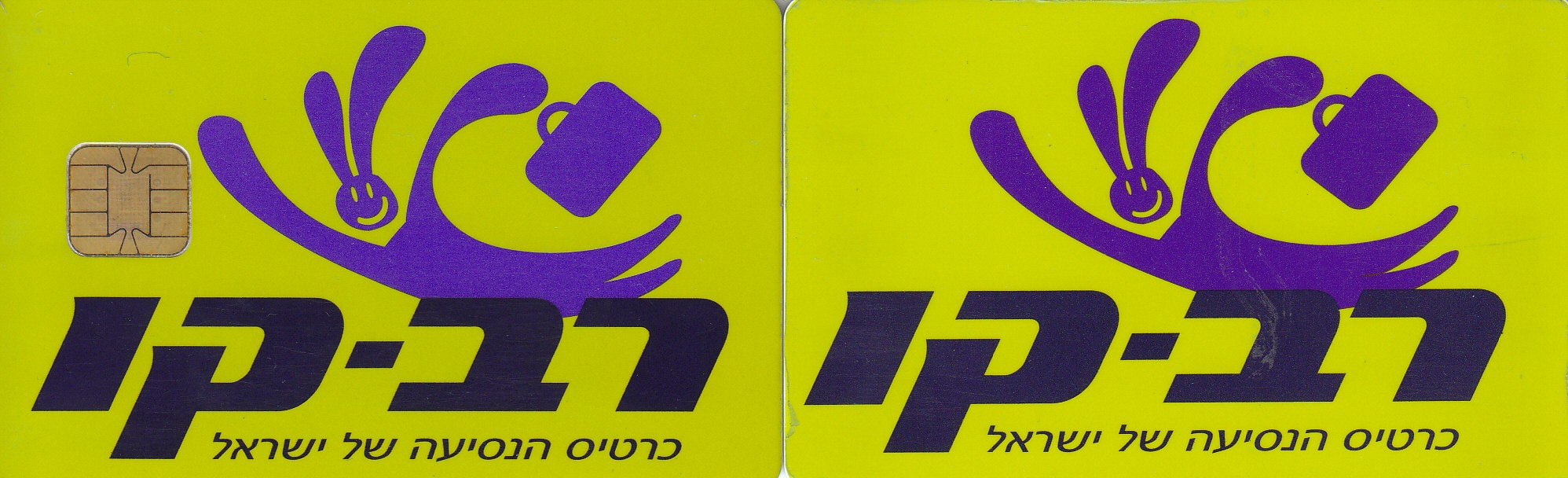
Картка «Рав-кав» (зліва з інтегральної мікросхемою, праворуч без неї)
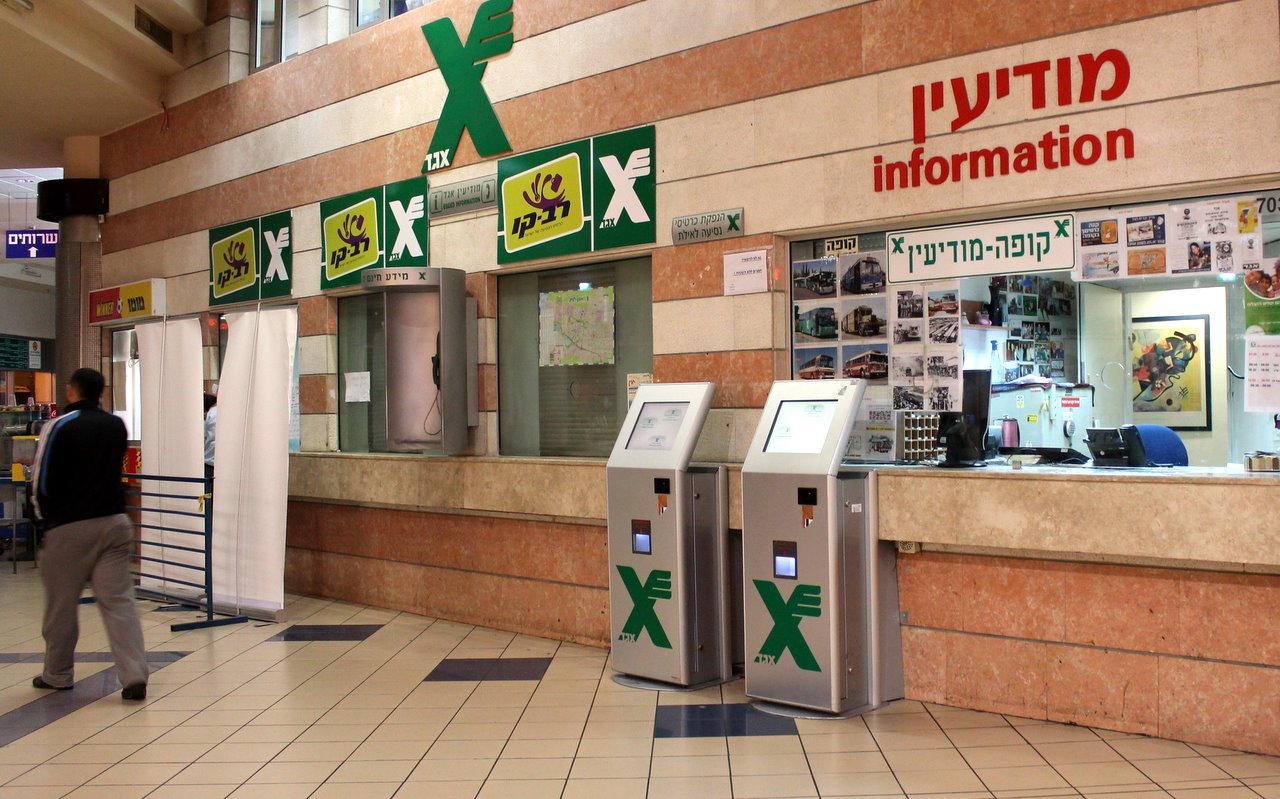
Офіс обслуговування карток Рав-Кав
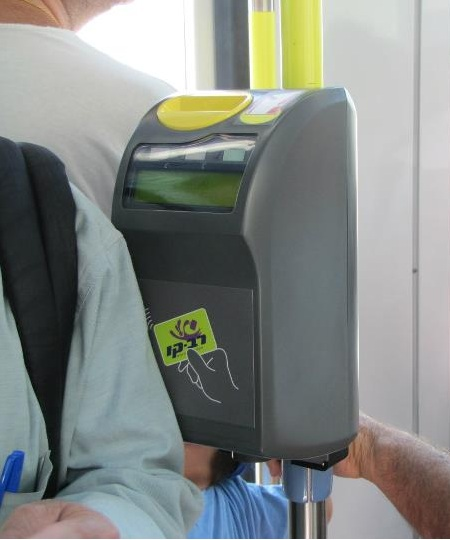
Автомат для оплати проїзду на єрусалимському трамваї